# Colopea laeta
Colopea laeta is een spinnensoort uit de familie Stenochilidae. De soort komt voor in Myanmar en Thailand.